# Actualidad Panamericana
Actualidad Panamericana es un sitio web colombiano caracterizado por mezclar sátira y humor político  mediante la creación de noticias ficticias, llegando a ser comparados con El Mundo Today.

## Origen e impacto
En febrero de 2014 un grupo de anónimos en Colombia decidió crear el portal con la creación de noticias ficticias en forma de crítica a la sociedad colombiana. Todos se presentan detrás de máscaras con distintos animales en sus eventos públicos. 
Su primera publicación que se hizo viral fue un supuesto operativo de las autoridades para desmantelar un criadero de enanos.
El alcance del medio ha hecho que políticos como Francisco Santos, Gustavo Petro y María Fernanda Cabal, y periodistas como Hernán Peláez y Néstor Morales hayan tomado por cierta la información publicada en su página web.

## Pleito legal
Desde 2020, Actualidad Panamericana enfrenta un proceso legal interpuesto en su contra por parte de la papelería y librería Panamericana, la cual alega que la página web viola sus derechos económicos, al generarse una posible confusión en sus clientes. Hasta el momento, la Superintendencia de Industria y Comercio ha fallado tres veces a favor de Actualidad Panamericana.

## Publicaciones
- Página web (Desde 2014)
- Actualidad Panamericana (El libro) (2015)
- Cómo no fracasar en el mundo digital: Consejos irresponsables de Actualidad Panamericana (2019)